# Roca Móra
La Roca Móra és una muntanya de 1.855 metres que es troba al municipi de Montferrer i Castellbò, a la comarca de l'Alt Urgell.